# Lugar da Foz
O Lugar da Foz pertence à freguesia de Alvares. Neste momento conta com 4 habitantes fixos e mais alguns que só se encontram na aldeia algumas vezes por ano, por ser um sítio com poucas condições de vida. Mas ainda quando a aldeia ainda era largamente povoada, a vida nunca foi fácil para as gentes da Foz. As crianças iam à escola noutra freguesia, apenas se vivia da agricultura, não havia infraestruturas... Mas é banhada pelo rio Unhais, que muito alegra quem lá passa, principalmente os pescadores, para a pesca de peixes como a achegã, difícil de achar noutros lugares. Os que lá nasceram e de lá saíram à procura de melhores condições de vida voltam, existindo um pequeno museu criado por quem não esquece a terra.